# Homem (apelido)
Homem é um apelido de família da onomástica da língua portuguesa com raízes toponímicas. 

## Origens históricas

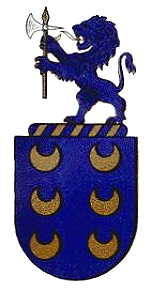
Escudo do brasão da familia Homem.

O apelido desta família provem de raízes toponímicas, segundo os genealogistas e outros estudiosos de linhagens foi tirado da designação do rio Homem ou possivelmente também da região de Entre os rios Homem e o rio Rio Cávado. 
Certo é, que é um ramo da linhagem dos Pereiras que por sua vez provinham da Casa de Trastamara na pessoa de D. Rodrigo Forjaz de Trastamara, casado com D. Urraca Rodrigues de Castro e que por acontecimentos de façanhas militares e por ordem real passou a o ter o nome Homem.
Trata-se portanto de uma família muito antiga tanto no uso do termo homem como pelo facto de provir da família Pereira umas das mais antigas famílias de Portugal. Nas suas remotas tradições nobiliárquicas são aparentada com Sousas, Correias e outras nobres famílias.

## Brasão de armas
- De azul, seis crescentes de ouro, dispostos em duas palas. Timbre: um leão de azul, segurado nas garras um machado de armas de prata, encabado de ouro.

## Ao longo dos séculos os Homens foram
- Senhores do Morgado de Bordonhos
- Senhores do Paço das Donas
- Condes de Águeda
- Barões de Torres Homem
- Condes de Caria
- Barões de Caria
- Senhores de Lageosa
- Viscondes de Inhomirim
- Condes de Vinhó
- Senhores do Reguengo de Eixo
- Alcaides de Bragança
- Condes do Canavial
- Familiares do Santo Ofício
- Grã-cruz da Ordem de Nossa Senhora da Conceição de Vila Viçosa
- Governadores da Índia
- Barões de Noronha
- Cavaleiros da Ordem de Cristo
- Senhores de Bordonhos
- Viscondes de Noronha
- Capitães de Malaca
- Cevadeiros-mores
- Fidalgos da Casa Real
- Guarda-mores da Torre do Tombo
- Capitães donatários da vila da Praia
- Viscondes de Vale de Remígio
- Comendadores da Ericeira
- Viscondes de Caria